# Соколовићи (Рудо)
Соколовићи су насељено мјесто у општини Рудо, Република Српска, БиХ. Према попису становништва из 2013. у насељу је живјело само 19 становника.

## Историја
Ово село је познато као место рођења Мехмед-паше Соколовића, османског великог везира српског порекла у XVI вјеку.

## Становништво
| Демографија | Демографија | Демографија |
| Година      | Становника  | Становника  |
| ----------- | ----------- | ----------- |
| 1961.       | 61          |             |
| 1971.       | 71          |             |
| 1981.       | 60          |             |
| 1991.       | 49          |             |
| 2013.       | 19          |             |